# Курбас Роман Пилипович
Рома́н Пилипович Ку́рбас (8 січня 1883, с. Старий Скалат (або Куропатники Бережанського району), нині Тернопільська область — після червня 1944) — український правник, громадський і політичний діяч. Доктор права (1911). Дядько (стрийко) Леся Курбаса.

## Життєпис
Навчався в гімназії Тернополя, закінчив правничий факультет Львівського університету. У студентський період став чл. Української соціал-демократичної партії Галичини. Знався з Володимиром Винниченком, сприяв йому в переході австрійсько-російського кордону, переправленні нелегальної літератури в Російську імперію. Працював помічником адвоката в м. Стрий. 1912 року відкрив канцелярію у Борщеві. Крім фахової діяльності, брав участь у діяльності українських товариств.
Під час Першої світової війни служив офіцером у тилових частинах австрійс. армії. На початку листопада 1918 — учасник встановлення в Борщеві й повіті української влади. Обраний від повіту Борщів делегатом Української національної ради ЗУНР, очолював її законодавчу комісію; один із авторів закону республіки про громадянство. З кінця січня до середини березня 1919 був комісаром Борщівського повіту ЗУНР. Потім працював заступником державного ревізора в Державному секретарстві внутрішніх справ ЗУНР; займався справами корупції і службових зловживань. У липні 1919 разом з Українською Галицькою армією перейшов до Великої України.
Весною 1920 повернувся до Галичини. Поселився в містечку Рожнятів, де 1922 року відкрив адвокатську канцелярію. Один з організаторів і чільних діячів культурного та освітнього життя містечка й повіту: 1926—1939 очолював повітову філію товариства «Просвіта», займався заснуванням і підтримкою діяльності в селах читалень, театральних груп, оркестрів. Входив до Союзу українських адвокатів.
Після початку Другої світової війни та введення військ Червоної армії (див. Радянська армія) на західноукраїнські землі (див. Возз'єднання українських земель в єдиній державі) восени 1939 був заарештований органами НКВС УРСР й ув'язнений в тюрмі Долини. Навесні наступного року звільнений.
Під час окупації західноукраїнських земель військами вермахту в роки II-ї світової війни (1 липня 1941 — 28 липня 1944) обіймав у Рожнятові посаду бургомістра.
У червні 1944 виїхав на еміграцію. Подальша його доля невідома. Вважається, що він пропав безвісти; найімовірніше, загинув у дорозі.